# Републикански път III-559
Републикански път IIІ-559 е третокласен път, част от Републиканската пътна мрежа на България, преминаващ по територията на области Стара Загора и Хасково. Дължината му е 36,8 км.
Пътят се отклонява наляво при 129,1 км на Републикански път II-55 в центъра на село Полски Градец и се насочва на югоизток, като по цялото си протежение следва североизточното подножие на планината Сакар. След като излезе от село Полски Градец след 3 км навлиза в Хасковска област, преминава през село Светлина и достига до центъра на град Тополовград. След напускането на града продължава отново на югоизток, преминава през селата Орешник и Мрамор и северно от село Устрем се съединява с Републикански път III-761 при неговия 12,7 км.
| Пътища, отклоняващи се надясно (населено място, № на пътя, посока на пътя) | Км   | Пътища, отклоняващи се наляво (посока на пътя, № на пътя, населено място) |
| -------------------------------------------------------------------------- | ---- | ------------------------------------------------------------------------- |
| Община Раднево, Област Стара Загора, II-55, 129,1 км, с. Полски Градец ←   | 0,0  | ← с. Полски Градец, 129,1 км, I-5, Област Стара Загора, Община Раднево    |
| Община Тополовград, Област Хасково                                         | 3,3  | Област Хасково, Община Тополовград                                        |
| с. Светлина                                                                | 6,4  | с. Светлина                                                               |
| (от с. Мъдрец) III-5505, 15,9 км →                                         | 13,5 | → общински път (за с. Каменна река)                                       |
| (до гр. Харманли) II-76, 20,1 км, гр. Тополовград ←                        | 22,6 | ← гр. Тополовград, 20,1 км, II-76 (от 296,4 км на I-7)                    |
| с. Орешник                                                                 | 26   | с. Орешник                                                                |
|                                                                            | 27,5 | → общински път (за с. Капитан Петко войвода)                              |
| с. Мрамор                                                                  | 30,2 | с. Мрамор                                                                 |
| (за Устремски манастир) общински път ←                                     | 32,2 |                                                                           |
| (до с. Маточина) III-761, 12,7 ←                                           | 36,8 | ← 12,7 км, III-761 (от с. Княжево)                                        |